# Frontera entre Guinea Equatorial i São Tomé i Príncipe
La frontera entre ella Guinea Equatorial i São Tomé i Príncipe consisteix en dos segments marítims al golf de Guinea. Aquesta frontera es regeix per un tractat signat a Malabo el 26 de juny de 1999.
La primera part de la frontera separa l'illa d'Annobón de Guinea Equatorial i l'illa de São Tomé. Aquesta part de la frontera es compon de quatre segments marítims lineals definits per cinc punts de coordenades individuals. El límit és una línia equidistant aproximativa entre les dues illes.
- Punt 1 : 1°29'04"S 7°16'30"E
- Punt 5 : 0°47'15.8"S 6°11'30.7"E
- Punt 3 : 0°12'54"S 5°19'23"E
- Punt 4 : 0°41'45.3"N 3°37'03.2"E
- Punt 5 : 0°54'59.5"N 3°12'32.95"E

La segona part de la frontera definida separa Mbini al continent i l'illa de Bioko de l'illa de Príncipe. Aquesta part de la frontera és més complexa, composta de 14 segments lineal definida per 15 punts de coordenads individuals. Com la primera part, aquesta part de la frontera és una part de la frontera és una línia equidistant aproximativa entre els dos països.
- Punt 1 : 0°37'25"N 8°11'42"E
- Punt 2 : 1°00'15"N 8°18'10"E
- Punt 3 : 1°11'32.65"N 8°21'38.75"E
- Punt 4 : 1°17'48"N 8°22'48"E
- Punt 5 : 1°24'14"N 8°24'08"E
- Punt 6 : 1°38'45"N 8°27'58"E
- Punt 7 : 1°49'10"N 8°30'15"E
- Punt 8 : 1°54'45"N 8°31'15"
- Punt 9 : 2°04'01.6"N 8°33'00.5"E
- Punt 10 : 2°12'48"N 8°21'57"E
- Punt 11 : 2°25'32"N 8°02'40"E
- Punt 12 : 2°31'35.3"N 7°53'20.4"E
- Punt 13 : 2°38'34"N 7°42'13"E
- Punt 14 : 2°50'00"N 7°25'52"E
- Punt 15 : 3°02'31.75"N 7°07'17.45"